# Cassette 50
Cassette 50 (pubblicata in Spagna con il nome Galaxy 50 - 50 Excitantes Juegos) è una raccolta di videogiochi pubblicata dalla Cascade Games a partire dal 1983 per molti modelli di home computer ed è uno dei primi esempi di shovelware - software per computer pubblicizzati più per la quantità che per la qualità dei prodotti o la giocabilità. Contiene 50 giochi in una singola cassetta.
La raccolta venne pubblicizzata per la vendita postale in riviste specializzate di computer. In seguito venne incluso un orologio da polso con calcolatrice digitale Timex con ogni acquisto. Dal punto di vista economico, Cassette 50 fu un successo per il produttore.
Almeno per Amstrad CPC, la Cascade pubblicò anche una raccolta analoga su floppy, intitolata Disk 50.
Ci fu una sorta di seguito di scarso successo, Cassette 4, uscito solo per pochi computer.

## Contenuto
I giochi contenuti cambiano a seconda della piattaforma.

### Acorn Electron / Commodore 64 / ZX81
- Attacker
- Barrel Jump
- Black Hole
- Boggles
- Cannonball Battle
- Derby Dash
- Do Your Sums
- Dynamite
- Exchange
- Force Field
- Galactic Attack
- Galactic Dog Fight
- Ghosts
- Hangman
- High Rise
- Inferno
- Intruder
- Ivasive Action
- Jet Flight
- Jet Mobile
- Lunar Landing
- Maze Eater
- Motorway
- Nim
- Noughts and Crosses
- Old Bones
- Orbitter
- Overtake
- Parachute
- Phaser
- Planets
- Plasma Bolt
- Pontoon
- Psion Attack
- Radar Landing
- Rats
- Rocket Launch
- Sitting Target
- Ski Jump
- Smash the Windows
- Space Mission
- Space Search
- Space Ship
- Star Trek
- Submarines
- Tanker
- The Force
- Thin Ice
- Tunnel Escape
- Universe

I giochi Exchange e The Force, nonostante fossero sull'elenco, mancano nella versione per Acorn Electron, abbassando così il numero di giochi sulla cassetta a soli 48.

### ZX Spectrum
- Alien
- Alien Attack
- Attacker
- Barrel Jump
- Basketball
- Blitz
- Boggles
- Bowls
- Breakout
- Cargo
- Cars
- Cavern
- Crusher
- Cypher
- Draggold
- Field
- Fishing Mission
- Frogger
- Galaxy Defence
- Inferno
- Jet Mobile
- Labyrinth
- Laser
- Lunar Lander
- Martian Knock Out
- Mazer Eater
- Microtrap
- Motorway
- Munch
- Muncher
- Mystical Diamonds
- Nim
- Orbit
- Pinball
- Race Track
- Raiders
- Sketch Pad
- Ski Jump
- Ski Run
- Skittles
- Solar Ship
- Space Mission
- Space Search
- Star Trek
- Stomper
- Tanks
- Ten Pins
- The Race
- The Skull
- Voyager

### Amstrad CPC
- 3-D Maze
- Attacker
- Backgammon
- Colony Nine
- Craps
- Creepy Crawley
- Cyclons
- Day At The Races
- Dragona Maze
- Draughts
- Dungeon Adventure
- Dynamite
- Evasive Action
- Exchange
- Fantasy Land
- Fighter Command
- Fireman Rescue
- Ghosts
- Handicap Golf
- Hangman
- High Rise
- Hopping Herbert
- Inferno
- Intruder
- Jet Flight
- Lunar Landing
- Maze Eater
- Motorway
- Nemesis IV
- Noughts And Crosses
- Planets
- Play High/Low
- Pontoon
- Rally 3OOO
- Rats
- Royal Rescue
- Rush Hour Attack / Space Attack
- Sitting Target
- Solit
- Space Base
- Space Mission
- Space Pod Rescue
- Space Ship
- Star Trek
- The Kings Orb
- Three Card Brag
- Timebomb
- Trucking
- Whirly
- Yamzee

### Atari 8-bit
Lato A
- Maze Eater
- Galactic Attack
- Space Mission
- Lunar Landing
- Plasma Bolt
- Star Trek
- Radar Lander
- Attacker
- Defend the Fortress
- Zion Attack
- Ivasive Action (sic)
- Noughts and Crosses
- Boggles
- Pontoon
- Ski Jump
- Maths Hop!
- Old Bones
- Baby Chase!
- Orbitter
- Motorway
- Rabbit Raid
- Nim
- Tunnel Escape
- Barrel Jump!

Lato B
- Cannon Ball Battle
- Overtake
- Sitting Target
- Smash the Windows
- Space Ship
- Jet Fighter
- Phaser
- Intruder!
- Inferno!
- Ghosts
- Sea Alert
- Planets
- Rocket Launch
- The Black Hole
- Dynamite
- Do Your Sums
- Derby Dash
- Space Search
- Universe
- Rats
- Tanker
- Parachute
- Jetmobile!
- High Rise
- The Force
- Exchange

## Sviluppo
L'idea di Cassette 50 nacque perché uno dei due fondatori della Cascade Games, Guy Wilhelmy, volle sfruttare la capacità delle cassette riempiendole con molti giochi, dato che quelle vergini da 5-10 minuti (sufficienti per un videogioco ai suoi tempi) e da 45 minuti costavano quasi uguale. Wilhelmy iniziò a programmare da casa propria, come secondo lavoro, i giochi nella versione Apple II.
Sviluppò poi dei sistemi per favorire la portabilità dei programmi verso altri computer.
Insieme all'altro fondatore Nigel Stevens, cominciarono a vendere la raccolta per ordine postale, inizialmente come due soggetti distinti che lavoravano e ricevevano gli ordini ognuno da casa propria. La Cascade Games venne costituita ufficialmente nel 1983 proprio dopo il successo di Cassette 50, che fu il suo primo prodotto.
In un'intervista, Matthew Lewis, l'autore di Galaxy Defence, disse che programmò il gioco quando aveva 14 anni e lo mandò in risposta a un piccolo annuncio anonimo su un giornale locale. Venne pagato 10£ per il suo gioco, ma dovette cedere tutti i diritti che aveva su di esso. Impiegò 12 ore per programmare Galaxy Defence e gli elementi grafici vennero realizzati dal padre, Ernest Lewis.
Anche Damon Redmond fu pagato 10£ per il suo Rabbit Raid destinato alla versione Atari 8-bit della raccolta. A partire dal 1984 vennero assunti vari programmatori interni alla Cascade, che lavorarono a varie conversioni di Cassette 50, tra cui lo stesso Redmond.

## Accoglienza
I giochi, programmati quasi tutti in BASIC, sono spesso ritenuti di bassa qualità. Vennero descritti come "così brutti che causano sconforto fisico", "più che osceni" e "una raccolta di sterco". La pessima qualità dei giochi ispirò le annuali Crap Games Competitions (come la comp.sys.sinclair Crap Games Competition e la C64 Crap Game Compo) e un ormai defunto sito dedicato alla recensione di giochi brutti.
Tuttavia le recensioni della critica ai tempi dell'uscita della raccolta, per quanto non frequenti, non furono necessariamente negative.
Una valutazione positiva venne data alla versione Oric dalla rivista francese Théoric; secondo la rivista i programmi non sono mal realizzati, e il fatto di essere scritti in BASIC non protetto era utile per chi programma e vuole studiarne il codice sorgente. Anche la britannica Games Computing che recensì la versione Commodore 64, pur dubitando che l'interesse della raccolta sia all'altezza di quello di un singolo gioco di qualità, considera la modificabilità dei programmi in BASIC un valore aggiunto per l'apprendimento.
Le vendite di Cassette 50 furono in ogni caso ottime, e anche la successiva aggiunta dell'orologio-calcolatrice in offerta diede i suoi frutti. Il 40% delle vendite totali derivarono da ordini postali. Perfino i postini dovettero consegnare sacchi di ordini direttamente negli uffici della Cascade Games, poiché la cassetta postale era divenuta insufficiente.
Grazie al successo duraturo di Cassette 50 la Cascade decollò, e poté poi dedicarsi anche allo sviluppo di giochi di alta qualità.